# 英國國家格網參考系統

格網分布與名稱。边长为100公里的小格名稱由兩個字母組成，同一个字母开头的25个小格为一边长为500公里的大格。

地形测量局國家格網參考系統（英語：Ordnance Survey National Grid），知名于其别称英國國家格網參考系統（英語：British National Grid (BNG)），是一個地理格網系統，使用於大不列顛地區（北愛爾蘭適用的是可與本系統互補的另一套系統），與經緯度劃分有所區隔。
英國地形測量局（OS）是英國格網參考系統的設計者，並將這些系統廣泛應用在量測資料以及地圖的繪製上。其他的導覽書籍或政府出版物也會參考此系統。

## 外部連結
- Ordnance Survey Guide to the National Grid
- Ordnance Survey Guide to coordinate systems
- Programs to convert Ordnance Survey grid references （页面存档备份，存于）
- Open Source Javascript Conversion Library （页面存档备份，存于）
- GPL Java Conversion Library
- The sole part of Great Britain that lies in the OV square （页面存档备份，存于）